# Juan Martin Coggi
Juan Martin Coggi (* 19. Dezember 1961 in Fighiera, Santa Fe, Argentinien) ist ein ehemaliger argentinischer Boxer und dreifacher Weltmeister des Verbandes WBA im Halbweltergewicht. Dies gelang ihm am 4. Juli 1987 mit einem klassischen K.-o.-Sieg in Runde 3 über den bis dahin ungeschlagenen Patrizio Oliva (48-0-0), am 12. Januar 1993 mit einem technischen K.-o.-Sieg in Runde 8 über Morris East (16-2-0) und am 13. Januar 1996 mit einem Sieg durch „technische Entscheidung“ in Runde 5 über Frankie Randall.